# Jo, Claudi (novel·la)
Jo, Claudi (en anglès I Claudius) és una novel·la del 1934 de l'escriptor britànic Robert Graves i una de les grans supervendes literàries del segle xx. Està basada en les històries de Tàcit, Plutarc i De vita Caesarum, l'escriptor traduí abans l'autor d'aquesta última obra, Suetoni, per entendre'l més bé. La revista Time la inclogué a la seva llista de les 100 millors obres fins al 2005. La seva continuació és Claudi, el déu, i la seva dona Messal·lina (1935). Hi ha una minisèrie basada en aquesta novel·la: Jo, Claudi.

## Contingut
La novel·la està narrada en primera persona pel mateix Claudi, ja emperador, qui evoca la seva infància i jovenesa. El Claudi històric fou mantingut allunyat de la vida pública per la seva família, els Juli-Claudis, fins a la seva sobtada elevació a l'edat de 49 anys. Això es devia a diverses incapacitats, incloent-hi disfèmia, coixesa i diversos tics nerviosos, la qual cosa el feia aparèixer com un deficient mental als seus parents. Així fou definit pels erudits durant la major part de la història, i Graves utilitza aquestes particularitats per desenvolupar un personatge simpàtic, la supervivència del qual en una dinastia assassina depèn de la presumpció incorrecta que és un idiota inofensiu.
Robert Graves assenyalà que després de llegir Suetoni, Claudi se li aparegué en un somni de nit i exigí que es narrés la seva història vertadera. La vida de Claudi proporcionà a Graves una forma d'escriure sobre els primers quatre emperadors des d'un punt de vista íntim. A més a més, l'autèntic Claudi fou un historiador expert i se sap que escrigué una autobiografia, avui perduda, en vuit llibres que abasten el mateix període. Jo, Claudi és una narració en primera persona de la història romana des del regnat d'August fins al de Calígula. El mateix regnat de Claudi es conté en la novel·la següent.
Graves proporciona un marc per a la història en fer que Claudi visiti Cumes, on rep una profecia en vers de la sibil·la i una profecia addicional continguda en un llibre de les Curiositats sibil·lines. Aquest últim es refereix als destins dels «pilosos» (això és, als Cèsars, de la paraula llatina «caesar», que significava «un cap pelut») que governarien Roma. El penúltim vers es refereix al seu propi regnat, i Claudi assumeix que pot identificar l'últim emperador descrit. Des del començament, llavors, Graves estableix un to fatalista que s'esgota al final de la segona novel·la, quan Neró succeeix Claudi.
Se suposa que l'escriu en grec, per això Claudi escriu per a una posteritat on creia que ja no es parlaria llatí, però sí grec. A Cumes, la sibil·la narra a Claudi que ell «parlarà clar» mil nou-cents anys més tard, el que significa que ell escriurà les seves memòries secretes i les deixarà perquè les descobreixi la posteritat al segle xx. Per això escull escriure en grec, car creu que continuarà sent «el principal idioma literari del món». Això permet a Graves explicar costums i expressions idiomàtiques llatines. Per exemple, explica l'etimologia de paraules llatines (com els orígens dels noms «Lívia» i «Cèsar») que d'alta manera seria obvi als llatinoparlants, que Claudi (correctament) creu que no existiran en el futur.

### Temes principals
Claudi, afectat per poliomielitis, tartamudeig i considerat políticament nul, sobrevisqué a la major part dels seus parents i es convertí, gairebé per casualitat, en la màxima figura de l'Imperi Romà, encara que ell era un republicà convençut i només volia dedicar-se als seus estudis històrics. Amb això es tractava el conflicte entre la llibertat (com la demostrada per la República Romana i la dedicació als seus ideals mostrada per August i el jove Claudi) i l'estabilitat de l'Imperi i el govern defensat per l'emperadriu Lívia Drusil·la en aquesta novel·la. La República proporcionava llibertat però era inherentment inestable i obria les portes a eternes guerres civils, l'última de les quals l'havia acabat August després de vint anys de lluites. Mentre que August tenia sentiments republicans, la seva dona Lívia aconsegueix convèncer-lo que deixar els seus poders imperials significaria la destrucció de la pacífica societat. Graves reconeix que cal haver-hi un delicat equilibri entre la llibertat republicana i l'estabilitat imperial; massa de la primera porta a la guerra civil, massa de la segona porta a la corrupció de Tiberi, de Calígula o, en menor mesura, de Lívia.
A Jo, Claudi s'hi poden apreciar clarament molts dels costums de l'època i de la cultura, com la creença en els déus. La immediatesa i la validesa de la religió romana és així un altre tema comú en la novel·la. Totes les profecies realitzades a la narrativa acaben succeint, com els diferents cèsars que se succeeixen en el tron. Les profecies religioses funcionen com mitjans principals de presagiar a la narrativa. També s'hi narren les conquestes de Roma, particularment a Germània.
S'hi descriuen molts personatges importants de l'antiguitat, com August, la seva dona Lívia Drusil·la, Germànic, Tiberi i Calígula. Els personatges femenins són força poderosos, com en altres obres de Graves. En sobresurt la figura de Lívia, essent fortes figures femenines secundàries Agripina I, la dona de Germànic o Antònia, la mare de Claudi, qui clarament exerceixen un poder rere els seus marits, amants, pares, germans o fills. L'exemple més clar és proporcionat per August i Lívia: allà on ell inadvertidament ha causat la guerra civil, ella aconsegueix, a través d'una constant manipulació, conservar la pau, prevenir una tornada a la República i mantenir els seus parents al poder. Les dones romanes no tenien un paper obert en la vida pública romana, així que sovint esdeveniments significatius i desagradables suposadament instigats pel darrere per les dones permeten a Graves desenvolupar personatges vitals i poderosos.

### Precisió històrica
La novel·la està escrita com si Claudi narrés la seva pròpia història i la de la seva família, amb la inclusió d'algunes de les pròpies paraules del Claudi històric i els seus pensaments, el que contribueix a la plausibilitat de la narració. Tanmateix, Graves era selectiu en l'ús de fonts antigues (principalment Tàcit i Suetoni), i no seguia sempre llurs afirmacions. Per exemple, les pitjors acusacions contra Tiberi i Calígula es repeteixen com un fet, quan acusacions semblants contra August es veuen com a mostra de la influència de Lívia. Es fa que Lívia confessi assassinats (de Marcel, Agripa, August, Gai i Luci) que se suposa que cometé únicament segons una font antiga (Tàcit). August, per part seva, està representat com un home bondadós, àdhuc una mena d'amable bufó i innocent, tristament enganyat per la seva megalomaníaca dona.
Una sèrie de discrepàncies menors es deuen a investigacions dutes a terme després de la publicació dels llibres. Actualment es creu que Claudi patí una mena de paràlisi cerebral, no paràlisi infantil, com s'assenyala a la novel·la. El mateix Graves confirma això en una entrevista posterior (s'hi refereix com la «malaltia del petit»). Un altre es refereix a l'edat de Messalina en el moment de casar-se. En l'època en què s'escrigué Jo, Claudi es creia que Messalina era una núvia-nena de catorze anys. Ara se sap que el mig germà menor de Messalina, Faust Corneli Sul·la (un descendent del dictador romà Sul·la) tenia almenys ja disset anys quan això tingué lloc. Messalina, per tant, estava a la primera meitat dels vint anys i que probablement ja s'havia divorciat un cop.

## Significat literari i crítica
La novel·la Jo, Claudi, com la seva seqüela, fou molt popular entre el públic quan es publicà per primera vegada l'any 1934 i obtingué el reconeixement literari amb el premi James Tait Black el 1934 per ficció. Probablement és l'obra més coneguda de Graves, a més del seu assaig La deessa blanca i la seva pròpia autobiografia Adéu a tot això. Malgrat el seu èxit de crítica i econòmic, Graves més endavant se sentí disgustat amb la popularitat dels llibres.